# Cratere Ramsay
Ramsay è un cratere lunare di 61,28 km situato nella parte sud-occidentale della faccia nascosta della Luna.